# Lista postaci cyklu Jeźdźcy smoków z Pern
Postacie z cyklu Jeźdźców smoków z Pern – osoby stworzone w wyobraźni Anne McCaffrey w fantastycznym świecie serii Jeźdźców smoków z Pern.

## Postacie z cyklu Jeźdźcy smoków z Pern

### Lądowanie
- Benden, Paul - admirał, jeden z przywódców kolonii
- Bitra, Avril - astrogator
- Blossom, Wind - genetyczka, wnuczka Kitti Ping, jej próby stworzenia kolejnej grupy smoków były nieudane, w ten sposób powstały wherre-stróże
- Boll, Emily - była gubernator Pierwszej Centauri, jedna z przywódców kolonii
- Connell, Sean - jeździec spiżowego Carenatha, pierwszy Władca Weyru, właściciel jaszczurek ognistych (złota Blaze)
- Catarel, David - jeździec spiżowego Polentha, pierwszego smoka
- Hanrahan, Mairi - Matka Sorki, opiekunka dzieci na Lądowisku, później w Warowni Fort.
- Hanrahan, Red - weterynarz, założyciel Warowni Ruatha, ojciec Sorki.
- Hanrahan, Sorka - jeźdźczyni złotej Faranth, pierwsza Władczyni Weyru. Żona Seana Connella i matka Micka. Właścicielka pięciu jaszczurek ognistych, spiżowych(Duke) i brunatnych.
- Keroon, Ezra - kapitan Bahraina (jednego z trzech statków kolonistów) i astronom wyprawy
- Lemos, Bart - admirał, jeden z przywódców kolonii
- Ping, Kitti - genetyczka, twórczyni smoków
- Telgar, Sallah - pilot

### Drugie Przejście
- Bridgely - Lord Waroni Benden
- Chalkin - Lord Warowni Bitra, zesłany na jeden z archipelagów na południu za znęcanie się nad poddanymi przez Radę Lordów oraz władców Weyrów
- Debera - jeźdźczyni zielonej Morath
- Franc - lord Warowni Nerat
- Gallian - syn Lady They i Lorda Jamsona
- Iantine - malarz
- Issony - nauczyciel
- Jamson - lord Dalekich Rubieży
- Jane - żona Lorda Bridhely, Pani Warowni Benden
- K'vin - jeździec spiżowego Charantha, władca Weyru Telgar, partner Zulay'i
- Laura - jeźdźczyni złotej, władczyni Wyeru Ista, partnerka M'shalla
- Leopol - chłopiec na posyłki w Weyrze Telgar
- Lilienkamp, Jol - mistrz kupiecki
- M'leng - jeździec zielonej Sith, partner P'tera
- M'rak - jeździec spiżowego Canetha
- M'shall - jeździec spiżowego Craigatha, władca Weyru Ista, partner Laury
- Nadona - żona Lorda Chalkina
- Paulin - Lord Warowni Fort
- P'tero - jeździec błękitnego Ormonth, partner M'lenga
- Richud - Lord warowni Ista
- Thea - żona Lorda Jamsona
- T'dam - mistrz weyrzątek
- Tisha - przełożona niższych jaskiń w Weyrze Telgar
- S'mon - jeździec spiżowego Tiabetha
- Vergerin - Lord warowni Bitra po obaleniu Chalkina oraz jego wuj
- Zulaya - jeźdźczyni złotej Meranath, władczyni Weyru Telgar, partnerka K'vina

### Szóste Przejście
- Alessan - Lord warowni Ruatha, syn Leefa. Mąż zmarłej tragicznie Suriany, później Nerilki. Ojciec czwórki synów i córki.
- B'lerion - jeździec spiżowego Nabetha w Weyrze Dalekich Rubieży, dowódca skrzydła. Zakochany w Oklinie, siostrze Alesana.
- Capiam - Mistrz Uzdrowicieli
- Leri - była Władczyni Weyru Fort, jeźdźczyni królowej Holth. Po odejściu swojej smoczycy została z Orlith aż do wylęgu i udała się razem z nią w "pomiędzy".
- Moreta - Władczyni Weyru Fort, smocza królowa Orlith, partnerka Sh’galla. Po rozwiezieniu szczepionki weszła wraz z królową Leri Holth w "pomiędzy" do nikąt.
- Nerilka - córka Lorda Tolocampa z Warowni Fort
- Oklina - siostra Alessana. Jeźdżczyni smoczej królowej Hannath, partnerka B'leriona.
- Sh'gall - Władca Weyru Fort, jeździec spiżowego Kaditha

### Dziewiąte Przejście
- Brekke - była władczyni Weyru Południowego i Weyru Dalekich Rubieży; po stracie królowej Wirenth zostaje w Weyrze Benden, posiada spiżową jaszczurkę ognistą - Berda, partnerka F’nora
- Camo - upośledzony umysłowo służący z siedziby Cechu Harfiarzy z Warowni Fort, syn Robintona, Mistrza Harfiarzy
- C'gan - Jeździec błękitnego Tagath. Śpiewak w Weyrze Benden. Umarł podczas pierwszego opadu w dziewiątym przejściu. Po jego śmierci, Tagath udaje się w "pomiędzy".
- Domick – Mistrz, nauczyciel kompozycji z siedziby Cechu Harfiarzy z Warowni Fort
- F’lar - Władca Weyru Benden, jeździec spiżowego smoka Mnementha, partner Lessy
- F’lessan - jeździec spiżowego Golantha, syn Lessy i F’lara
- F’nor - jeździec brunatnego Cantha, zastępca dowódcy skrzydła w Weyrze Benden, posiada złotą jaszczurkę ognistą Grall, partner Brekke

Syn Manory i F’lona (Władcy Weyru Benden), w młodym wieku naznaczył brunatnego Cantha, zastępca skrzydła pod dowództwem jego przyrodniego brata F'lara
Brał udział w misji cofnięcia się w czasie razem z młodymi jeźdźcami i tworzenia Weyru Południowego, w wyniku czego przeżył kilka Obrotów podwójnie.
W czasie rekonwalescencji na Południowym Kontynencie poznał Brekke, jeźdźczynię złotej Wirenth, która została jego partnerką. Na nowo odkrył jaszczurki ogniste, stając się pierwszym od wieków człowiekiem, który Naznaczył jedną z nich - złotą Grall.
Podjął próbę skoku pomiędzy na Czerwoną Gwiazdę, co przypłacił poważnymi poparzeniami.
- Groghe - Lord Warowni Fort, posiada złota jaszczurkę ognistą - Mergę
- Jaxom - Lord Warowni Ruatha, jeździec białego smoka Rutha, partner Sharry
- Jora - Władczyni Weyru Benden przed Lessą, smocza jeźdźczyni Nemorth
- Kylara - siostra Lorda Larada, Starsza Władczyni Weyru Południowego, później Dalekich Rubieży, smocza jeźdźczyni Prideth (umiera)
- Lessa - Władczyni Weyru Benden, smocza królowa Ramoth, partnerka F’lara

Pochodzi z rodu władców Ruathy. Gdy miała 10 lat, jej rodzinną Warownię najechał Fax, który wymordował całą jej rodzinę. Lessa jako jedyna przeżyła ukrywając się w jamie whera-stróża. Przez lata ukrywała się wśród służących sabotując prace prowadzone w warowni, by Fax nie osiągnął z niej żadnych korzyści i obmyślając zemstę. W czasie Poszukiwań dla Weyru sprowokowała spiżowego jeźdźca F’lara do walki z Faxem. Po śmierci uzurpatora chciała odzyskać Warownię Ruatha, jednak ostatecznie zrzekła się jej, by zostać Kandydatką dla złotej smoczycy.
W czasie Wylęgu Lessa Naznaczyła smoczą królową Ramoth, stając się Władczynią Weyru Benden. W pierwszym locie godowym Ramoth zwyciężył Mnementh, czyniąc F’lara Władcą Weyru. Lessa i F’lar są parą również w życiu prywatnym, a z ich związku narodził się Felessan (później F’lessan, jeździec spiżowego Golantha).
Ucząc się lotów pomiędzy Lessa tak bardzo zapragnęła odwiedzić swoją rodzinną Warownię, że posłużyła się swoimi wspomnieniami jako odnośnikiem, odkrywając w ten sposób zdolność smoków do podróży nie tylko pomiędzy miejscami, ale również pomiędzy czasem.
Wykorzystując nowo odkryte umiejętności smoków, Lessa dokonała desperackiego skoku o 400 Obrotów wstecz. Przekonała Władców pięciu pozostałych Weyrów, opuszczonych w jej czasach, by udali się z nią do jej czasów, by wspólnie walczyć z Nićmi.
- L’tol  (Lytol)  - jeździec Weyru Benden, po stracie brunatnego smoka Lartha, przebywał w Cechu Tkaczy, mianowany na Lorda Strażnika Warowni Ruatha, opiekuna nieletniego Lorda Jaxoma. Po tym, jak Jaxom dorósł, przeniósł się na Południowy Kontynent. Zaprzyjaźnił się z Robintonem, wczuł się w rolę przybranego dziadka dzieci Jaxoma.
- Manora - przełożona Niższych Jaskiń w Weyrze Benden, matka F’nora
- Mardra - Władczyni z przeszłości z Weyru Fort, wygnana do Weyru Południowego jeźdźczyni smoczej królowej Loranth
- Menolly - córka Yanisa, Pana Morskiej Warowni, harfiarka - czeladniczka/Mistrzyni, właścicielka 10 jaszczurek ognistych: złotej (Pięknej), trzech spiżowych (Skałki, Nurka, Pola), trzech brunatnych (Leniucha, Mimika i Brązowego), niebieskiej (Wujka), dwóch zielonych (Cioteczki Pierwszej i Cioteczki Drugiej); partnerka Sebbela
- Mirrim - jeźdźczyni zielonej smoczycy Path z Weyru Benden; właścicielka jaszczurek ognistych: brunatnej (Tolly), dwóch zielonych (Reppa i Lok), wychowanka Brekke
- N’ton - Władca Weyru Fort, spiżowy smok Lioth, właściciel brunatnej jaszczurki ognistej - Trisa
- Oldive - Mistrz uzdrawiaczy z Siedziby Cechu Harfiarz w Weyrze Fort,
- Piemur - czeladnik, bębnista, posiada jaszczurkę ognistą - Farli i biegusa - Głupka
- Robinton - Mistrz Harfiarzy, syn mistrza Petirona i Wielkiej Śpiewaczki Merelan, właściciel spiżowej jaszczurki ognistej Zaira.

Urodził się w cechu harfiarzy pięćdziesiąt pięć lat przed przejściem. W wieku trzech lat rozpoczął pierwsze próby komponowania. Szybko nauczył się grać na flecie, wykonywał instrumenty. Z ojcem nie układało mu się najlepiej, Petiron nie zwracał na niego uwagi i dopiero w wieku dziewięciu lat zauważył jego talent. W wieku piętnastu lat zostaje mianowany na czeladnika, przenosi się do Warowni Dalekich Rubieży. Jego mistrz odkrywa, że to on jest autorem wielu pieśni i melodii włączonych przez mistrza Gannela do kanonu nauczania.
- Sebbel - czeladnik/mistrz harfiarz, zastępca Robintona, a później Mistrz Harfiarzy Pernu, partner Menolly; posiada złotą jaszczurkę ognistą - Kimi
- Sharra - czeladnik, uzdrowicielka, partnerka Jaxoma, siostra Torika; później lady warowni Ruatha i matkaJarrola i Shawana. Posiada jaszczurki ogniste: spiżową - (Meer) i brunatną - (Tallę)
- Shonegar - Mistrz, nauczyciel śpiewu z siedziby cechu Harfiarzy w Warowni Fort
- Silvina - przełożona Niższych Jaskiń w Siedzibie Cechu Harfiarzy w Warowni Fort
- Talmor - harfiarz, czeladnik, nauczyciel dziewcząt z siedziby Cechu Harfiarzy z Warowni Fort
- T'kul - Władca Weyru Dalekich Rubieży, jeździec z przeszłości wygnany do Weyru Południowego, spiżowy smok Salth
- Torik - dzierżawca Warowni Południowej, brat Sharry, posiada jaszczurki ogniste - złotą i dwie spiżowe
- T’ron  (T’ton)  - władca z przeszłości z Weyru Fort, wygnany do Weyru Południowego, spiżowy smok Fidranth, partner Mardry. Został pokonany w pojedynku przez F'lara w Warowni Fort.

### Smoki
Szóste przejście
- Aaith - spiżowy smok P'leena z Weyr Igen.
- Adath - Brunatny smok S'kedela z Weyru Fort.
- Allaneth - zlota królowa Dalovy z weyru Igen.
- Arith - błękitny smok M'baraka z Weyru Fort.